# Kosmosiphon
- Commons
- Wikispecies

Kosmosiphon Lindau, segundo o Sistema APG II, é um gênero botânico da família Acanthaceae, natural das regiões tropicais da África.

## Espécie
Apresenta uma única espécie:
- Kosmosiphon azureus Lindau
- «Lista das espécies»

## Nome e referências
Kosmosiphon Lindau, 1913

## Classificação do gênero
| Sistema | Classificação                       | Referência            |
| ------- | ----------------------------------- | --------------------- |
| APG II  | Ordem Lamiales, família Acanthaceae | APweb, versão 9, 2008 |